# 만트리크

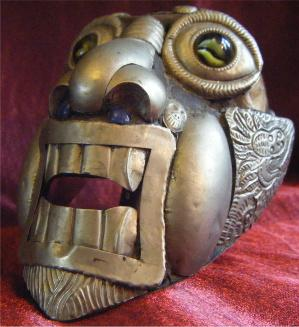
만트리크에서 사용하는 카팔라

만트리크 또는 만트릭은 만트라 연습을 전문으로 하는 사람이다. 인도 아대륙에서 만트리크라는 단어와 유사한 이름은 다른 언어로 된 마법사와 동의어이다. 일반적으로 만트리크는 부적, 만트라, 주문 및 기타 방법을 사용하여 자신의 힘을 끌어내야 한다. 힌두 만트리크는 칼리를 숭배하는 것으로 알려져 있으며 미묘한 차이가 있지만 종종 탄트라와 같은 호흡으로 언급된다.
만트리크는 자신의 이익을 위해 신의 환심을 사려고 하는 사람이다. 만트라는 마법적이고 신비로운 단어가 포함된 신성한 주문이다. 만트리크는 마술을 사용하는 것으로 유명하며 주문과 마법, 점술, 점성술 및 마법의 모든 측면을 시전하도록 요청할 수 있다. 만트리크는 일반적으로 마법의 어두운 면과 관련된 관행과 관련이 있다. 